# Thorsten Bergh
Thorsten Christian Howard Bergh, född 1 oktober 1901 i Malmö, död 11 januari 1965, var en svensk industriman.
Bergh, som var son till disponent Carl Jöran Bergh och Elsa Wallenstrand, blev filosofie kandidat 1922 och juris kandidat 1929. Han blev därefter tjänsteman vid Manufaktur AB i Malmö, chefsassistent 1932, vice verkställande direktör 1935, verkställande direktör där 1937–1959 och verkställande direktör vid Malmö Yllefabriks AB 1943–1959. Han var ledamot av överstyrelsen för Sveriges textilindustriförbund 1942–1959 (ordförande 1954–1955), styrelseledamot i Manufaktur AB 1932–1960, i Malmö Yllefabriks AB 1943–1960, i Skånska Intecknings AB 1941–1958, i Helsingborgs Intecknings AB 1941–1958, i Skånes och Södra Hallands handelskammare 1942–1960, i Malmö handelsgymnasium 1942–1960, Skånemässan, Södra Sveriges ångpanneförening 1949–1960, Textilrådet 1942–1960 (ordförande 1958–1960), Svenska bomullsfabrikantföreningen 1934–1960 (ordförande 1958–1960), Svenska ylleindustriföreningen 1943–1960, Svenska Arbetsgivareföreningen 1954–1956. Han invaldes som ledamot av Vetenskapssocieteten i Lund 1948 och var fransk konsularagent 1934–1959. Han skrev Manufaktur AB i Malmö (75-årsskrift, 1931) och Malmösläkten Bergh (tillsammans med Leif Ljungberg, 1936).